# Немецкая гастрономическая культура
Вся культура исходит от желудка.
Немецкая гастрономическая культура — совокупность гастрономических традиций, сложившихся у немцев в процессе исторического развития и включающих национальную кухню в её региональном разнообразии, культуру принятия пищи в Германии и их роль в культуре страны.

## Приёмы пищи
Шиллер был совершенный немец в полном смысле всего этого слова. [...] Он положил вставать в семь часов, обедать в два, быть точным во всём и быть пьяным каждое воскресенье.
В Германии к еде относятся серьёзно и соблюдают три традиционных основных приёма пищи: завтрак, обед и ужин. Горячую пищу при этом обычно едят только в обед, завтрак и ужин в немецких домах часто состоят из бутербродов. Между обедом и ужином немцы в качестве полдника пьют кофе с пирогом или тортом. Протестантская диетическая мудрость в Германии гласит: «Завтракать — как император, обедать — как князь, ужинать — как попрошайка».

### Завтрак
Немцы в своём большинстве (75 %) предпочитают завтракать дома. Большинство жителей Германии никогда не пренебрегают завтраком, даже если им приходится вставать в 5 часов утра. Для немцев завтрак прямо-таки свят. По данным Общества по исследованиям потребления, рынка и сбыта (GfK), в рабочие дни немцы обычно завтракают между 8 и 9 часами утра, часть населения завтракает в следующий час, и тогда к ним присоединяются на второй завтрак те, кто проснулся и уже завтракал совсем рано. В выходные дни немцы предпочитают поспать подольше, и завтрак тогда начинается на полтора часа позже. Утром рабочего дня немец тратит в среднем на завтрак 15 минут, а в выходные — до часа.
Наиболее типичный немецкий завтрак — это кофе, хлеб или булочки, сливочное масло и мармелад или, реже, мёд. Около 10 % немцев предпочитают вместо этого на завтрак открытые бутерброды с сыром и колбасой или же сухие завтраки. Фрукты на завтрак в Германии едят почти 9 % населения. Дети пьют на завтрак молоко и часто предпочитают хлеб с шоколадной пастой. Сладкий завтрак с мармеладом более распространён на севере Германии, а плотный завтрак с колбасой и сыром — на юге, граница пролегает по экватору белых сосисок. По мнению Райнера Верхнера, менеджера национальной команды шеф-поваров Германии при Германском союзе шеф-поваров, этому есть климатические и исторические причины: север Германии жил беднее, колбасу, для которой требовались дорогие специи, потребляли состоятельные люди.
В выходные дни немецкий завтрак становится разнообразнее: немцы покупают утром в булочных свежий хлеб и булочки (например, традиционные пшенично-ржаные с солью (нем. Schusterjunge) — в Берлине или слоёные францбрётхены с корицей — в Гамбурге), отваривают яйца, готовят омлеты с ветчиной, пармезаном, зелёным луком и томатами, выставляют на стол также творог, йогурт, брецели. За завтраком немцы слушают радио и читают газеты, общаться с кем-то за завтраком готов только каждый третий немец. Для разговоров за столом у немцев предпочтительнее обед и ужин.
За пределами Германии повелось считать типичным немецким завтраком знаменитую баварскую белую колбасу с брецелем и горчицей. Белые колбаски едят методом «цу́цельн» (нем. Zuzeln) — высасыванием колбасного фарша из оболочки — или режут крест-накрест ножом, чтобы затем выбрать фарш вилкой, а сервируют их строго до полудня. Уникальная для Германии традиция поедания белых колбасок поздним утром в качестве второго завтрака или предобеденного перекуса сложилась в Баварии задолго до появления бранча. Некоторое сходство с бранчем обнаруживает и дообеденная традиция фрюшоппена — неформальной встречи друзей, членов общественных организаций или даже сотрудников за «ранней кружкой» пива или бокалом вина с закусками.

### Обед
Обед — основной приём пищи, на обеденное время у немцев есть даже специальное приветствие, совмещённое с пожеланием приятного аппетита: «ма́льцайт!» (нем. Mahlzeit — приём пищи, букв. «время трапезы»). Обычно обед состоит из одного блюда — второго, преимущественно мяса с гарниром, а если из двух, то на первое подают прозрачный или заправочный супы. Закуски как отдельное блюдо в обед перед супом или вторым блюдом в немецкой кухне не предусмотрены. Гарниром в прозрачный суп на крепком мясном бульоне в Баварии добавляют печёночные кнели, в Швабии — печёночные шпецле, в Бадене — блинную стружку, а в Нижней Саксонии в свадебном супе разных гарниров может быть одновременно с десяток. Такой суп воспринимается как закуска, из него съедают калорийный гарнир. Французские «пустые» консоме — это диетическое питание для больных, считают немцы. Заправочные супы бывают овощные: с морковью, цветной капустой, сельдереем, луком-пореем, корнем петрушки, пастернаком, горохом, фасолью или чечевицей, их часто пюрируют, и мясные: из бычьего хвоста или гуляш. Образцовый немецкий суп — картофельный, который в любом из региональных вариантов не обходится без шпига, майорана и колбасы. Немецкий густой суп айнтопф — это полноценный немецкий обед, после него не предполагается второе блюдо. Описывая быт дерптских немцев первой половины XIX века, русская писательница Е. А. Авдеева сообщала, что супы они готовят ягодные, молочные, овсяные, саговые, пивные и из воды (нем. Wasser-suppe), то есть из кореньев и зелени, брошенных в кипяток, с коровьим маслом. Немецкие супы с пшеничной или овсяной мукой, манной крупой, рисом, ячменём на молоке или сливках, заправленные сливочным маслом и шпигом, ушли вместе с тем голодным прошлым, когда, по словам Т. Фонтане, манный суп, тёплое жильё и отсутствие боли — это уже было много. Если муку перед заправкой в суп обжаривали на смальце, суп назывался «жжёным» (нем. Brennsuppe). Воспоминания о нём сохранились в немецком фразеологизме, описывающем человека со стабильным жизненным положением: «он сюда не на жжёном супе приплыл». Любителем супов в Германии считается доживший до преклонных лет кайзер Вильгельм I, он по назначению лейб-медика доктора Густава фон Лауэра, отдавал предпочтение рисовому супу на крепком бульоне из сока от шести килограммов говядины, четырёх голубей и двух куриц. В 1996 году в не самой «суповой» стране был учреждён Германский институт супов, который ставит своей задачей повышение их статуса и снижение потребления фастфуда, 19 ноября Германия ежегодно отмечает День супа, а в Зематале, в Рудных горах, работает музей супов.
Немцы любят обедать дома, за исключением возрастной категории 20—29-летних. В производственных столовых питается только 26 % трудозанятого населения, из них только 18 % довольны предлагаемой там пищей. Столовская еда слишком жирная, недостаточно свежая и содержит усилители вкуса. Согласно результатам репрезентативного опроса по заказу журнала Healthy Living и Германского фонда медицинского страхования служащих DAK, в 2009 году 26 % работающих обедали прямо на рабочем месте, 14 % — покупали еду на обед в уличных закусочных или булочных, 8 % питались в ресторанах, а 6 % — вообще не обедали. 36 % опрошенных приносили с собой перекус из дома. В возрастной группе от 18 до 29 лет почти каждый второй брал с собой на работу ланчбокс с бутербродами. Продолжительность обеденного перерыва на немецких предприятиях устанавливается коллективным тарифным договором и составляет обычно полчаса. По данным доклада, подготовленного федеральным министерством продовольствия и сельского хозяйства в 2020 году, 73 % немцев любят готовить, 39 % готовят каждый день, а 40 % — два-три раза в неделю. По данным репрезентативного опроса, проведённого в 2014 году по заказу немецкого кулинарного журнала «Еда и напитки» (нем. Essen und Trinken), самым любимым блюдом немцев является жареный картофель (84 %), за которым в списке следуют говяжьи рулетики (73 %), картофельные оладьи (72 %) и мясные фрикадельки или рубленые котлеты (69 %). Наблюдаются региональные различия: на севере страны больше любят картофельные оладьи и куриное фрикасе, в Центральной Германии — шницели и свиное жаркое. На востоке Германии любимыми блюдами называют гороховый айнтопф, кёнигсбергские клопсы и яйца в горчичном соусе.

### «Кофе и пирог»
«Кофе и пирог» (нем. Kaffee und Kuchen) — немецкая культурная традиция, появившаяся с открытием в стране кофеен в XVII веке, которой жители Германии следуют как в будни, так и в выходные между тремя и четырьмя часами пополудни. В рабочие дни такая небольшая пауза на кофе с пирогом, тортом, пирожным или просто печеньем позволяет отвлечься от суеты дел. Немецкие семьи часто собираются за красиво сервированным кофейным столом с пирогами или тортами, чтобы в уютном кругу за приятными разговорами провести вторую половину воскресенья. На «кофе и пирог» приглашают домой гостей. Приглашение в немецкий дом на послеобеденное время означает, что гостей будет ждать именно сладкий кофейный стол. Хозяйки угощают выпечкой собственного приготовления, в крайнем случае, из проверенных булочных или кондитерских, пренебрегая готовой продукцией из супермаркетов. Обычно это типичные немецкие открытые листовые сладкие пироги, гугельхупфы, шоколадные торты с масляным кремом или фруктовые торты со взбитыми сливками. Описывая кофейные традиции на севере Германии, З. Ленц в романе «Урок немецкого» отмечает, что «нельзя не подивиться девяти предписанным в таких случаях сортам печева, которые подаются в строго предусмотренном порядке, а также сахарницам, полным рафинада, каковой макают в кофе, перед тем как его разжевать, не говоря уже о мисках со взбитыми сливками: ими густо уснащают кофе, предварительно плеснув в него неразбавленного шнапса». Старые добрые кофейные посиделки — яркий символ буржуазной семейной жизни, и современная немецкая глобализированная молодёжь предпочитает чинному классическому кофе с пирогом за столом маффины, пончики, брауни и кофе на вынос на бегу, а то и просто шоколадный батончик. Немецкая традиция послеобеденных кофепитий распространилась по Европе и добралась до США, где 7 апреля даже отмечают национальный день кофе и пирога.

### Ужин
Обычное время для ужина в Германии — между шестью и восемью часами вечера, в выходные дни несколько позже. По данным опросов, проводившихся в 2005—2015 годах, 95 % немцев ужинают в будни дома. Немецкие семьи по традиции собираются вечером за ужином вместе, чтобы в уюте и спокойствии пообщаться и обсудить прошедший день. Тем не менее, у трети немцев за ужином работает телевизор. Для вечернего приёма пищи в немецком языке существует два слова, которые буквально переводятся «вечерняя еда» (нем. Abendessen) и «вечерний хлеб» (нем. Abendbrot). Если первое — общее понятие, то вторым словом обозначается характерный для немцев минималистский и педантичный ужин с тонкими открытыми бутербродами с колбасой или сыром, но не пухлыми от обильной начинки сэндвичами. Таким образом ужинает от 52 до 78 % населения Германии. По данным института маркетинговых исследований rheingold salon, для 68 % опрошенных главный компонент ужина — хлеб, для 61 % ужин будет неполным без колбасы, а для 60 % — без сыра. Хлеб для ужина подходит ржаной, ржано-пшеничный или цельнозерновой, его режут ломтями толщиной приблизительно 8 мм; бутерброды с маслом и сыром, например, тильзитером, или ветчиной, например, шварцвальдской, или колбасой, например, варёной охотничьей, за столом каждый собирает себе сам. В «Базовом плане полноценного питания», выпущенном Германским обществом питания, на ужин педантично и официально рекомендуется 100 г хлеба, 10—15 г масла или маргарина, 30 г сыра, ветчины или колбасы либо одно яйцо и 200 г сырых овощей (салата, помидоров, моркови, перца).
Вместо тарелки немцы часто используют за столом индивидуальные деревянные разделочные доски, бутерброды немцам-аккуратистам удобнее не кусать, а управляться с ними ножом и вилкой. В идеальном немецком бутерброде размер ломтика сыра или колбасы должен педантично совпадать с размером ломтика хлеба. Для классически оформленного «абендброта» требуются ещё маринованные огурцы, которые тонко надрезают веером, возможны также сваренное вкрутую яйцо и свежий овощной салат. К немецкому ужину подают холодные безалкогольные напитки, радлер, шорле, вино и пиво.
Традицию хлеба с маслом заложили процветавшие с XIV века ганзейские города, куда из Северной Европы привозили ржаную муку для кислого теста, сливки для масла и соль для его консервирования. Заглавный герой плутовского романа 1669 года «Симплициссимус» Г. Я. К. фон Гриммельсгаузена «научился намазывать на чёрный хлеб солёное масло в палец толщиной, да ещё поверху накладывать сыр, дабы всё лучше проходило в глотку», пока столовался в женском монастыре Парадиз. Сохранились сведения о том, что на рубеже XVIII—XIX веков в самых изысканных интеллектуальных кругах, какими были литературные салоны Иоганны Шопенгауэр, матери Артура Шопенгауэра, в Веймаре и Рахели Фарнхаген в Берлине, на ужин подавали скромный серый хлеб с маслом («буттерброт») и чаем, и это не по скупости, а осмысленно дистанцируясь от культуры пышных вечерних застолий, характерных для католических Франции или Италии. Современная традиция «вечернего хлеба» сложилась в Германии в результате индустриализации 1920—1950-х годов, когда два приёма горячей пищи в день перестали быть необходимостью. Для рабочих было организовано горячее питание в обед в заводских столовых, после Второй мировой войны женщины массово вышли на работу, а внедрявшаяся в производство техника заменяла физический труд, требовавший значительное количество калорий. К началу 1960-х годов горячий ужин подавали лишь в каждом четвёртом доме, но в современной Германии доля горячего ужина уже превысила треть, что, по мнению социального историка Уве Шпикермана, свидетельствует о новом столетнем обороте традиции немецкого ужина.

## Общественное питание
Предприятия общественного питания в Германии носят обобщённое название «га́стштетте» (нем. Gaststätte — букв. «гостевое место») и подразделяются на рестораны, винные и пивные погребки, бистро, кафе и бары.

## Русские о немецкой гастрономической культуре
Проклятие вам, густые супы, как наша весенняя грязь; пресные соусы, как драмы Бирх-Пфейфер, проклятие пяти тарелочкам, на которых подают (между вторым и третьим блюдом!) селёдку с вареньем, ветчину с черносливом, колбасы с апельсинами! проклятие курам, варёным с шафраном, дампфнуделям, шарлотам, пудингам, переложенным на немецкие нравы, картофелю, являющемуся во всех видах! проклятие, наконец, корице, гвоздике и лавровому листу, который так не пристал к челу этих москотильных кушаний!..
Кому не известно, что такое немецкий обед? Водянистый суп с шишковатыми клёцками и корицей, разварная говядина, сухая как пробка, с приросшим белым жиром, ослизлым картофелем, пухлой свёклой и жёваным хреном, посинелый угорь с капорцами и уксусом, жареное с вареньем и неизбежная „Mehlspeise“, нечто вроде пудинга, с кисловатой красной подливкой; зато вино и пиво хоть куда! […] После обеда подали кофе, жидкий, рыжеватый, прямо немецкий кофе.
У нас щи да кашу едят, а у вас суп брандахлыст да колбасу; наш солдат чёрным-то хлебом напрётся, так двоих-троих дейч менш свалит, а ваш дейч солдат на белой булке сидит. Оттого наш руссиш солдат и силён. Ферштейн?
По утверждению историка С. В. Оболенской, к XIX веку у русских путешественников, побывавших в Германии, сложилось за редким исключением негативное мнение о немецкой кухне. Д. И. Фонвизин, хоть и немец по происхождению, но, по оценке А. С. Пушкина, «русский, из перерусских русский», путешествовал в 1784—1785 годах по Саксонии, Пруссии и Баварии и оставил полные иронии и беспощадной критики путевые заметки, в которых по поводу немецкой еды преимущественно отзывался «очень плохо», «очень дурно», «так дурно, как дорого», «и так и сяк», «очень плохо», «пища скверная», «так скверно, что нас горе взяло» или «обедали, или, лучше сказать, голодали». Из подробностей у Фонвизина есть только не изжаренные, а сожжённые цыплята на пути в Шлейц и мерзкие помои вместо кофе в Аугсбурге. Баснописец И. А. Крылов, рисуя в 1800 году в пьесе «Трумф» противоречия между немецким и русским стилем одежды, поведения и субординации во времена Павла I, останавливается и на несовместимости русской и немецкой кухонь. Царевна Подщипа заявляет немецкому жениху Трумфу, что немцы неразборчивы в еде, готовы есть «всяку дрянь» вроде устриц и лягушек, а она выросла на ватрушках, смерть как любит сочни и предпочитает «выборный везде кусок» — «петушьи гребешки и курочки пупок».
Участник Отечественной войны А. Ф. Раевский, оставивший «Воспоминания о походах 1813 и 1814 годов», описал, как в приличном чистом немецком доме в саксонском Вальдгейме ему предложили на обед вассер-суп из залитого кипятком покрошенного белого хлеба с куском сливочного масла, и он, несмотря на страшный аппетит, так и не смог тогда проглотить ни одной ложки. Впоследствии он познакомился с другими подобными немецкими супами — пивным и молочным, которые часто и составляли весь обед, и уже не удивлялся «бережливой расчётливости» немцев. За бир-суп да мильх-суп герой повести Ф. М. Достоевского «Двойник» Голядкин готов посвятить сердце «тоненьким немочкам». Русская писательница Е. А. Авдеева на основе наблюдений за бытом дерптских немцев делала вывод о том, что «немецкий стол совершенно отличается от русского, как тот и другой народ друг от друга». Русские любят поесть, а «у немцев экономия доходит до излишества», и они строго ограничивают себя в еде и питье. Русским немецкий стол кажется умерен, но немцы к нему привыкли.
В произведениях русской литературы XIX века сохранились преимущественно нелестные высказывания о немецкой кухне, обычно в сравнении с французской, вероятно потому, как писал с огорчением А. А. Фет, что «наше русское так называемое образование больше клонит нас к французским нравам». Ещё до Д. И. Фонвизина и В. Н. Зиновьева Франция для русских служила эталоном западноевропейскости, а германские земли воспринимались как промежуточное культурное пространство между Россией и Францией. В романе «В места не столь отдалённые» К. М. Станюкович описывает красивую, пёстро одетую француженку, которая в привокзальном ресторане во Франкфурте с громким смехом ругает немецкую кухню, презрительно щурясь на поданный ей шнель-клопс. В путевой поэме И. П. Мятлева разговаривающая на смеси французского с нижегородским провинциальная помещица из Тамбова Акулина Курдюкова на табльдоте в «граде ганзейском» Любеке отведала сначала «незавидного» супа-водицы с луком и тестом, в котором плавала корица, а затем «странное смешенье» «ле бёф», язык, жаркое, рыба, утка и гемис и варенья. Путешествующая по Германии героиня романа «Наши за границей» Н. А. Лейкина Глафира Семёновна настолько враждебно настроена к чуждой немецкой кухне, что опасается, что ей на стол могут подать что-то «поганое», «немецкую гадость» — вместо рыбы змею или лягушку, а в солянку могут добавить и мышь. Она допускает, что немцы делают колбасы и сосиски из кошек и собак, а суп варят из рыбьей чешуи, яичной скорлупы и сельдяных голов.
«Немецкая кухня кажется варварской французу», — утверждала просветительница Е. Н. Водовозова, давшая подробную характеристику германской еде. По словам Е. Н. Водовозовой, француз приходил в ужас от молочного супа с манной крупой, бифштекса с соусом, в котором плавают шарики клёцек из мозга, яиц, хлебной крошки и цветной капусты, прозрачного супа с яйцом и мучными клёцками с ветчиной или сладковатого на вкус рыбного блюда. Помимо того, что «немецкая кухня тяжела и неудобоварима», Водовозова указывает следующие недостатки немецких блюд: чрезмерное и неуместное употребление сахара в качестве приправы, несочетаемость соусов с мясом, а также мудрёные, многочисленные и непонятные названия у немецких блюд. В тон Е. Н. Водовозовой на невозможность для русских кулинарок «немецкого вкуса, допускающего горячие сладкие супы вместо мясных и рыбных похлёбок» указывает Е. А. Авдеева в «Полной поваренной книге русской опытной хозяйки». Но есть в немецкой кухне кушанья, достойные похвалы Е. Н. Водовозовой: немцы готовят особенно вкусно жареных куропаток, жареную дичь, телячьи почки, жаренного в сметане зайца, померанскую грудинку, вестфальские окорока и брауншвейгские сосиски. Также у Водовозовой достойны упоминания прекрасные «компоты» из сливы, вишни, земляники и ананасов, похожие на русское варенье, но более жидкие и менее сладкие, которые подавали к жаркому. Водовозова также сообщала о немецких пивных супах и пивных соусах. «Далеко не каждому по вкусу немецкая кухня», — аккуратно резюмировала Е. Н. Водовозова.
Особенно резко своё неприятие немецкой кухни демонстрировал А. И. Герцен. В одном из писем из путешествия по Европе в 1847—1852 годах он сообщал, что после Москвы он впервые хорошо отобедал только в Кёльне. Благодаря влиянию французских поваров во время оккупации Рейна местная кухня избавилась от «во многом нравственно-безвкусного и семейно-пресного характера германских яств». Только на офранцузившемся в течение двух десятков лет оккупации Рейне началась для Герцена комфортабельная Европа, а Германия, по его мнению, в целом не годилась для туризма, её надо не смотреть, а «читать, обдумывать и играть на фортепьянах». Писатель выражал сочувствие немецким желудкам, вынужденным перерабатывать «пресно-пряно-мучнисто-сладко-травяную массу с корицей, гвоздикой и шафраном» и «отчаянно бороться с мукой и картофелем» под «душем из баварского пива». Именно немецкая кухня, по версии Герцена, делала немцев с их мощным теоретическим умом и великими научными достижениями несостоятельными и смешными филистерами в практической жизни, склонными к «золотухе, слезам и романтизму, к платонической любви и мещанскому довольству». Для блага Германии Герцен предлагал сослать всех немецких кухарок в Техас, а на их место взять французских поварих. Современник Герцена В. Ф. Одоевский в образе доктора Пуфа рассуждал о сближении национальных кухонь и предлагал составить идеал «всеобщей кухни» из блюд английской, итальянской, французской и русской кухни, чтобы составить «изящный, основательный, эклектический» обед, не оставив ни единого шанса немецкой кухне, потому что «она осталась при своём, то есть дурна по-прежнему и не допускает никаких усовершенствований».
«Нападают у нас и на немецкую кухню, и на однообразную и скучную жизнь немецких городов», — сокрушались в журнале «Русская мысль» в 1859 году. «Немецкая кухня, как она ни смешна, а пришлась мне довольно по вкусу; кушаний много и они сытны», — сообщал в письме отцу из Берлина П. И. Чайковский в 1861 году. В «Мелочах жизни» М. Е. Салтыков-Щедрин в 1887 году также подметил, что большинство русских гастрономов отзывается о немецкой кухне презрительно, а его персонаж Крутицын её даже хвалит, и немецкая еда отвечает ему взаимностью — переваривается легко, без желудочных переполохов. Судя по сохранившимся письмам А. П. Бородина из Йены, куда он в 1877 году поехал устраивать в университет А. П. Дианина, он вполне нейтрально относился к немецкой кухне и местным табльдотам, хотя из еды и упомянул только понравившийся его ученику сыр с тмином и утренний кофе с булочками с маслом.